# Nunarput utoqqarsuanngoravit
"Nunarput utoqqarsuanngoravit" (La nostra terra, che è diventata tanto vecchia) è l'inno nazionale della Groenlandia (Danimarca); con il testo di Henrik Lund e la musica di Jonathan Petersen, fu adottata ufficialmente nel 1916. Dal 1979 anche "Nuna asiilasooq" (La Terra Dalla Grande Lunghezza), un inno usato dagli Inuit, è stato ufficialmente riconosciuto dal governo.

## Testo in groenlandese
Nunarput, utoqqarsuanngoravit niaqqut ulissimavoq qiinik.
Qitornatit kissumiaannarpatit tunillugit sineriavit piinik.
Akullequtaasut merlertutut ilinni perortugut tamaani
kalaallinik imminik taajumavugut niaqquit ataqqinartup saani.
Atortillugillu tamaasa pisit ingerlaniarusuleqaagut
nutarterlugillu noqitsigisatit siumut, siumut piumaqaagut.
Inersimalersut ingerlanerat tungaalitsiterusuleqaarput,
oqaatsit "aviisit" qanoq kingunerat atussasoq erinigileqaarput.
Taqilluni naami atunngiveqaaq, kalaallit siumut makigitsi!
Inuttut inuuneq pigiuminaqaaq, saperasi isumaqaleritsi.

## Testo in italiano
Terra nostra, che sei diventata così vecchia che la tua testa è tutta coperta di capelli bianchi.
Hai sempre tenuto noi, i tuoi figli, nel tuo cuore e ci hai dato le ricchezze delle tue coste.
Come ragazzi in famiglia siamo fioriti qui
ci vogliamo chiamare Kalaallit davanti alla tua fiera e onorevole testa.
Con un bruciante desiderio di scoprire cos'hai da dare, rinnovando,
rimuovendo i tuoi ostacoli contro il nostro desiderio di avanzare, avanzare.
La strada per perfezionare la società è il nostro ambizioso traguardo da raggiungere,
non vediamo l'ora di contemplare gli effetti del parlare e dello scrivere.
L'umiltà non è la nostra strada, Kalaallit, svegliatevi e siate fieri!
Una vita dignitosa è il nostro traguardo, insorgiamo coraggiosamente.